# Bourg-en-Bresse–Bellegarde-vasútvonal
A Bourg-en-Bresse–Bellegarde-vasútvonal egy egyvágányú, normál nyomtávolságú, 25 kV 50 Hz AC áramrendszerrel villamosított, 64,7 km hosszú vasútvonal Franciaországban.

## Története
A vasútvonal története 1866-ban kezdődött. A francia Compagnie des Dombes et des Chemins de Fer du Sud Est (DSE) társaságot 1866-ban alapították, mely megépítette a vasútvonalat Bourg-en-Bresse és La Cluse között. De a tényleges munkák csak 1872 szeptemberében indultak meg. A nehéz terep miatt az építkezés lassan haladt, ezért a vonalat fokozatosan adták át. Az első 22 km-es szakaszt 1876. március 10-én nyitották meg Bourg-en-Bresse és Simandre-sur-Suran között. Még ugyanezen év július 6-án meghosszabbították 3 km-rel Bolozon-ig. Ez a 3 km-es rövidke szakasz két jelentős műtárgyat is tartalmazott, a Racouse-alagutat (1,7 km) és a Cize-Bolozon viaduktot (245 m) az Ain folyó felett, mely 339 000 frankba került. A különleges viadukt két szintes volt, melyen a vasutat is és a közutat is átvezették. Később a vonalat tovább hosszabbították Bolozon át egészen La Cluseig. Az ide vezető úton további három alagút építésére volt szükség, többek között a vonal leghosszabb alagútjára is, a 2,6 km hosszú Mornay-alagútra. A teljes vonal végül 1882. április 1-én nyílt meg. 1883. május 26-án a DSE eladta a vonalat a PME vasúttársaságnak.
2006-ban a vasútvonal jelentősen átépült, ugyanis szükség volt egy gyorsabb kapcsolatra Párizs és Genf között. A vonalat 2006-ban bezárták és megkezdődött egy átfogó felújítási és fejlesztési munka. A rekonstrukció során a vasútvonal sebességet 120 km/h-ra növelték, és 25 kV 50 Hz váltakozó árammal villamosították. Felújították az alagutakat is és 18 vasúti átjárót váltottak ki felüljárókkal. Napjainkban a regionális vonatokon kívül így már TGV motorvonatok is közlekednek a felújított vonalon.